# Paul Brouwet
Paul Louis Augustin Joseph Brouwet (Haine-Saint-Pierre, 15 juni 1808 - aldaar, 12 februari 1883) was een Belgisch volksvertegenwoordiger

## Biografie
Paul Brouwet was een zoon van burgemeester Hyacinthe Brouwet en Sophie Maghe. Hij trouwde in 1851 in Haine-Saint-Pierre met Mathilde Carlier (1822-1904). Alexandre de Paul de Barchifontaine was zijn schoonbroer.
Gepromoveerd tot doctor in de rechten werd hij advocaat. Daar hield hij het niet bij: hij werd landbouwkundige en landbouwer enerzijds, industrieel anderzijds.
In Haine-Saint-Pierre werd hij gemeenteraadslid (1836), schepen (1837-1841) en burgemeester (1842-1882). Hij was ook provincieraadslid van Henegouwen van 1860 tot 1872.
Als industrieel nam hij de volgende functies op:
- beheerder van Charbonnages Piéton,
- commissaris van Fonderies Haine-Saint-Pierre,
- commissaris van Manufacture de glaces de Bruxelles.

Hij was ook:
- beheerder van het Discontokantoor van La Louvière,
- lid van de Kamer van Koophandel van Charleroi,
- lid van de provinciale landbouwcommissie van Henegouwen,
- lid van de Hoge Raad van de Landbouw.

In 1874 werd Brouwet verkozen tot liberaal volksvertegenwoordiger voor het arrondissement Thuin en oefende dit mandaat uit tot in 1880.